# Källberget-Storberget
Källberget-Storberget är ett naturreservat i Strömsunds kommun i Jämtlands län.
Området är naturskyddat sedan 2008 och är 220 hektar stort. Reservatet består av äldre brandpräglad tallskog på höjder och sumpskog med gran och en mindre tjärn i sydost.